# Zostań przy mnie
Zostań przy mnie (ang. Stay Close) – powieść amerykańskiego pisarza Harlana Cobena, która ukazała się w 2012 roku. W Polsce wydana po raz pierwszy w 2013 roku.

## Fabuła
Książka opowiada o historiach trojga ludzi. Megan Price jest szczęśliwą żoną i matką, która tęskni za życiem, które wiodła w przeszłości w Atlantic City i Las Vegas. Alkoholik, Ray Levine, który niegdyś pracował jako obiecujący fotoreporter, teraz pracuje jako paparazzo w podrzędnej agencji dla celebrytów. Detektyw Broome, niebawem mający przejść na emeryturę usiłuje rozwikłać zagadkę zbrodni sprzed lat, kiedy to zginął przykładny mąż i ojciec, Stewart Green. Kiedy w siedemnastą rocznicę jego zaginięcia, ginie kolejna osoba, śledztwo zostaje ponownie wszczęte.